# Anders Ädel

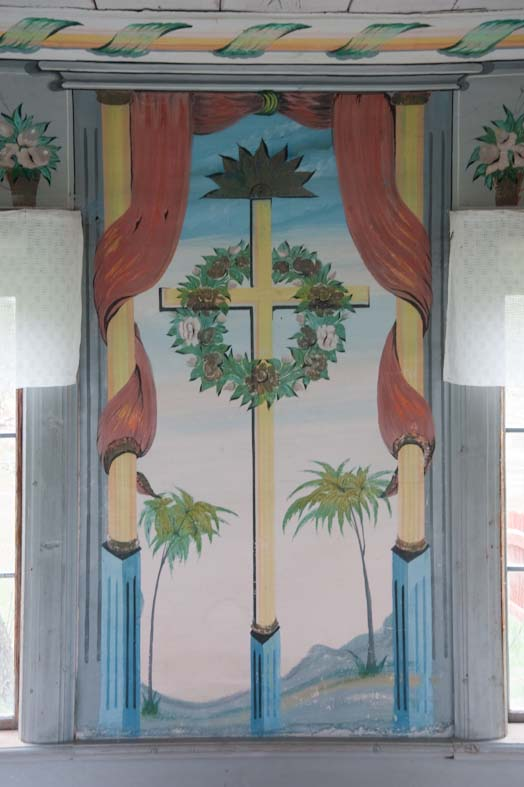
Väggdekoration av Ädel i Kristofers festsal.

Anders Erik Ädel (enligt vissa källor Per Ädel eller Edel) tidigare Andersson, född 1 mars 1809 i Söderhamn och död 3 mars 1888 i Ljusdals socken, var en svensk målare och soldat främst känd för det inredningsmåleri han utfört i nordvästra Hälsingland. Hans dekorationsarbeten på Kristofers i Stene utanför Järvsö har fått världsarvsstatus.

## Biografi
Anders Erik Ädel föddes i Söderhamn som andra son till den då ogifta 31-åriga Greta Matsdotter och enligt kyrkböckerna var "fadern okänd". När han fyllt 3 år flyttade modern till Ljusdal där hon gifte sig med soldaten Anders Hurtig (tidigare Nordlöf), bördig från Söderhamn, som också erkänt sig vara fader till Anders Erik. Ädels far konstaterades senare icke kapabel till tjänstgöring på grund av lungsikt och alkoholism och avled 1833, medan modern gick bort 1854. Båda uppgavs vara fattighjon vid sitt frånfälle.
Ädel började sin yrkesbana som dräng 1828 och blev året efter intagen som knekt i Hälsinge regemente, vilket han fortsatte som fram till pensionen 1860. Efternamnet Ädel fick han som soldatnamn. Han hade initialt goda betyg, men från 1840 noterades supande och "dåligt beteende", samt bestraffning med prygel. Under 1850-talet undgick han ytterligare bestraffning och kunde gå i pension med goda vitsord. Han efterträddes på posten som indelt soldat nummer 82 i Järvsö kompani av sonen Per (1842–1869). Som knekt var han skriven i byn Rångstra, men bodde omkring 1840 i byn Måga. Han flyttade tio år efter pensionen till Låka i östra Ljusdals socken där han bodde kvar till sin död.

### Målare
Enligt den muntliga traditionen var Ädel upphovsman till den karakteristiska variant av blomstermåleri som populariserades i nordvästra Hälsingland under 1800-talet. Senare forskning har dock visat att denna lokala motivtradition hade börjat utvecklas redan innan Ädel var född, och att han hade tagit upp traditionen efter redan etablerade målare i bygden. Ädel var en av de sista som arbetade i traditionen innan den kom ur mode, och därför har begreppet Ädelmålning kommit att användas i folkmun för att beskriva stilen. Ädel hade, liksom de flesta andra målare på landsbygden i Hälsingland, inte för vana att signera sina verk utan kunskapen om vilka måleriarbeten som kan tillskrivas honom bygger till stor del på muntlig tradition som satts på pränt, på inventering och jämförelser av olika arbeten eller arkivmaterial.
Ädel uppgav från och med 1837 officiellt måleriet som bisyssla i regementets handlingar. De måleriarbeten som daterats bekräftar att merparten skedde under sommarhalvåret mellan sådd och slåtter, eftersom Ädel även i egenskap av knekt hade åkrar att sköta om.

### Familj
Ädel var gift två gånger efterlämnade hustru och fyra eller fem barn. Han gifte sig med Karin Ersdotter från Järvsö i november 1830. Hon var då städslad som piga på komministergården i Ljusdal, i närheten av en gård där Ädel hade arbetat som dräng. Tillsammans fick de sju barn, men en av döttrarna avled i tvåårsåldern och en annan avled 1858, samma år som Karin Ersdotter gick bort. Därefter hade han ett förhållande med Anna Olsdotter och fick med henne en son utanför äktenskapet. I september 1865 vid 56 års ålder gifte han om sig med den 30 år yngre Emma Moberg från Dörby i Småland, som vid den tiden hade tjänst som piga i Forsa. I deras äktenskap föddes ytterligare en son.

## Ädelmåleri
Konstvetaren Maj-Britt Andersson har beskrivit Ädelmåleriets stil som "ljusdalsgustaviansk" med inslag av rokoko och Karl Johanstil. Blommor är ett återkommande motiv, liksom i motsvarande allmogemåleri i flera europeiska länder. Andersson ser en tidsmässig utveckling i Ädels stiluttryck från senrokoko, mot det gustavianska och slutligen empirstil, baserat på måleriernas datering. På senare år har forskning påvisat Ädels beroende av de tidigare målarna i trakten, och främst läromästaren Olof Henriksson (1793-1861), Hindriks-Olle kallad.
Ädels inredningsarbeten på gården Kristofers utanför Järvsö utgör några av Ädels mest välbevarade inredningar på ursprunglig plats. En av dessa rumsinredningar kan genom verifierad muntlig tradition beläggas som ett verk utfört av Ädel, och gården Kristofers upptogs i det som sedan 2012 är Världsarvet Hälsingegårdar. Andra verk som bevisligen är utförda av Ädel är en serie möbler från gården Per-Ers i Ljusdal, vars tillkomst finns dokumenterade genom ett historiskt rättsfall. Utifrån dessa säkra utgångspunkter har sedan ytterligare verk tillskrivits Ädel genom jämförande studier. Inredningsmåleriet på gården Kvistens har utgjort en annan viktig pusselbit eftersom de till skillnad från övriga arbeten utöver årtalet 1839 har ett monogram som möjligen kan uttydas som ÄDEL. Forskningen är inte helt enig om vilka verk som med säkerhet kan tillskrivas Ädel.

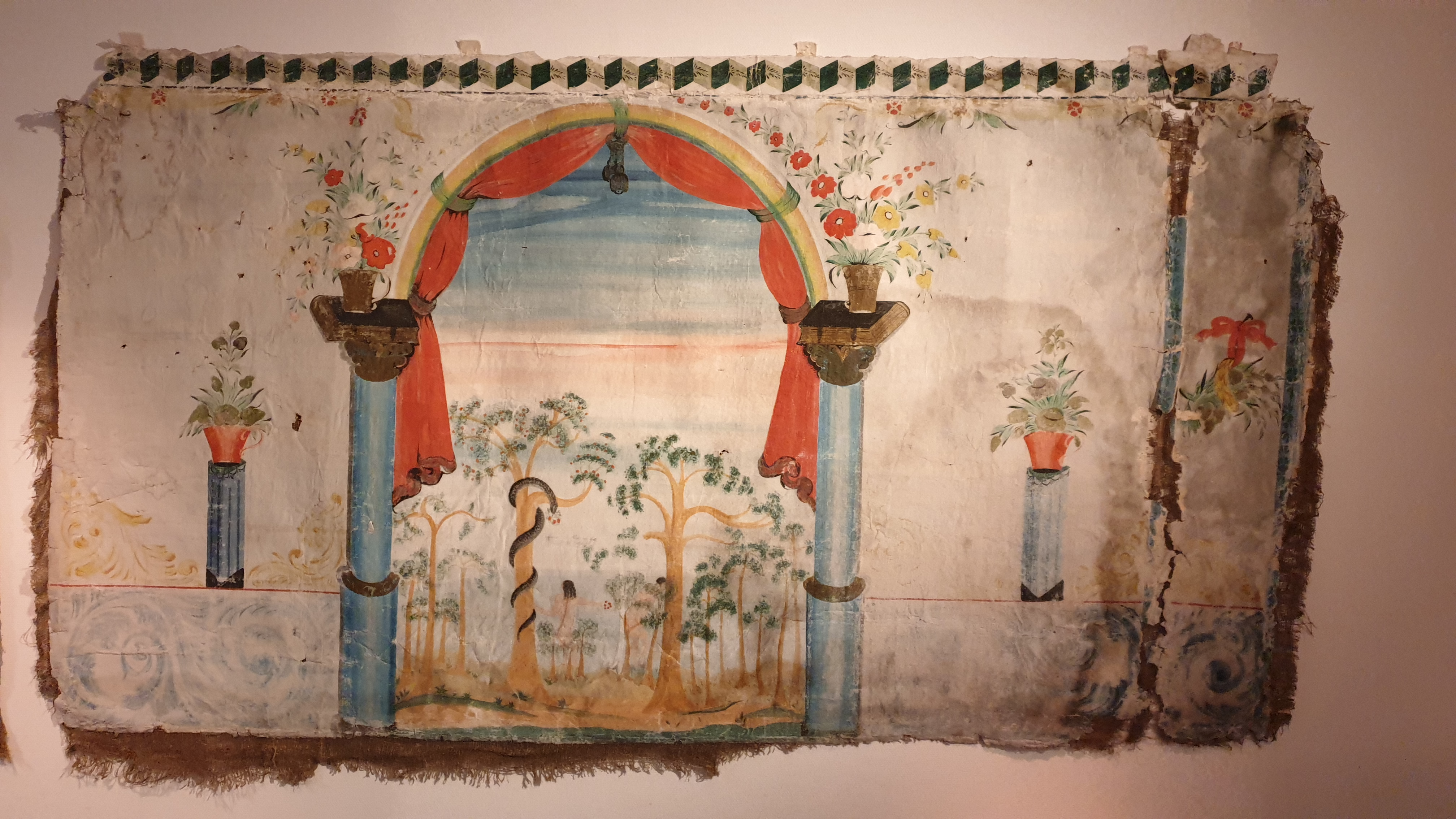
Väggfält tillskrivet Anders Erik Ädel.
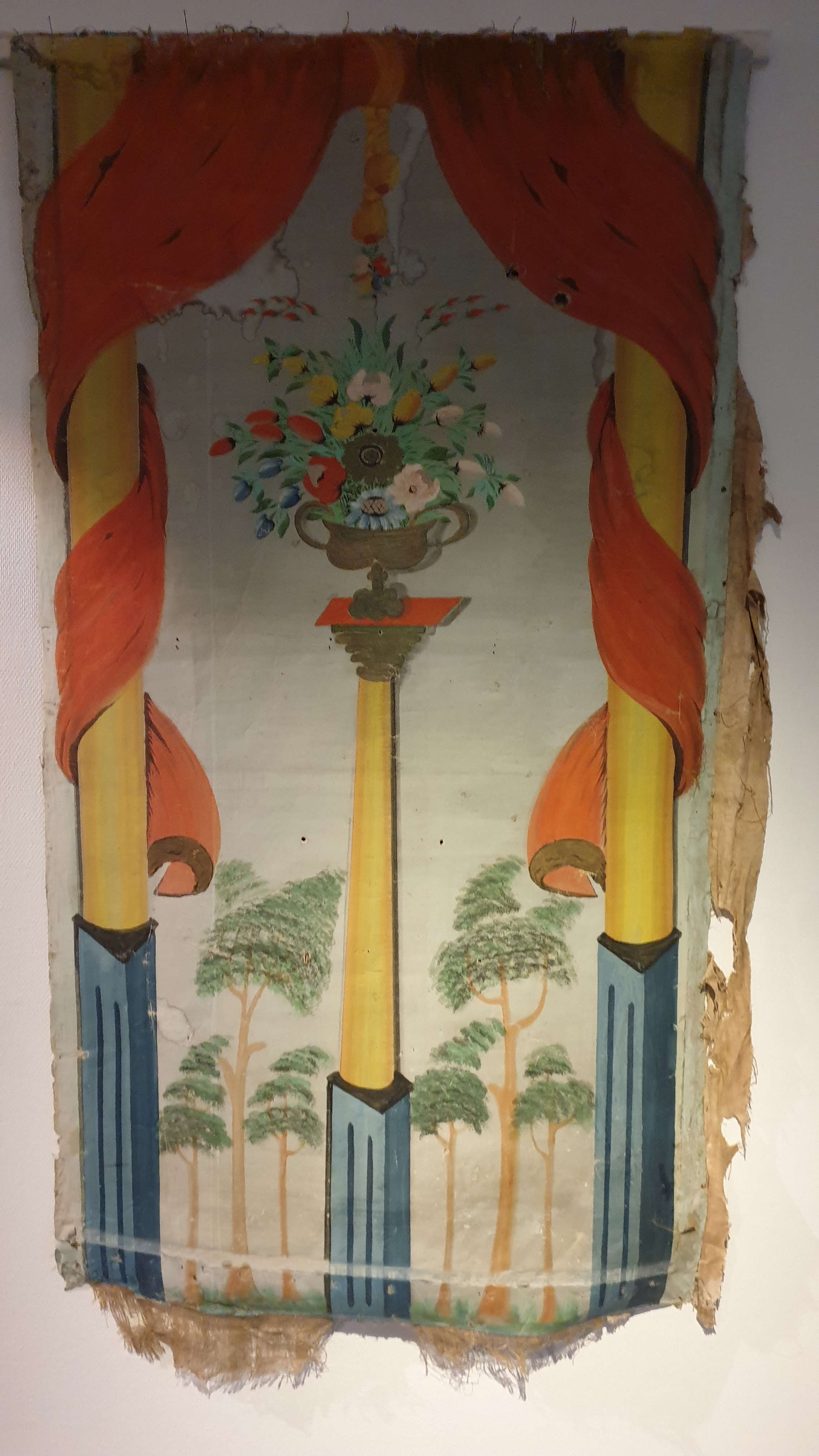